# اخترفیزیک ذره‌ای

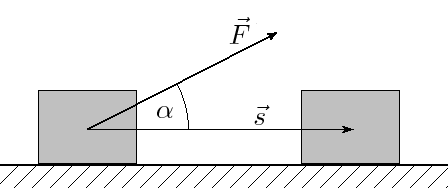
اخترفیزیک ذره‌ای

اخترفیزیک ذره‌ای یکی از شاخه‌های فیزیک ذرات است که به مطالعهٔ ذرات اولیهٔ فضا و ارتباط آنها با اخترفیزیک و کیهانشناسی می‌پردازد. این شاخه از فیزیک در واقع وجه اشتراک سه شاخهٔ «فیزیک ذرات» و «اخترفیزیک» و «کیهانشناسی» می‌باشد.
مهمترین اهداف این علم کشف «ماده تشکیل دهنده جهان»، «خواص نوترینو»، «منشا پرتوی کیهانی»، و «منبع گرانش» است.